# Therese Teyber
Therese Barbara Alberta Teyber (bautizada el 15 de octubre de 1760 - 15 de abril de 1830) fue una soprano de ópera austríaca.

## Vida

### Educación
Therese nació en Viena, hija de Matthäus Teyber y Theresia Riedl. El compositor Giuseppe Bonno fue testigo del matrimonio de sus padres y es posible que fuera el instructor de música de la infancia de Therese.   La contralto Vittoria Tesi  y el compositor Antonio Salieri  también pudieron haber sido sus maestros.
A partir de 1773, las familias Teyber y Mozart estuvieron estrechamente vinculadas.  

### Carrera
En septiembre de 1778, Teresa hizo su debut como Fiametta en Frühling und Liebe de Maximilian Ulbrich.  El estreno fue con el Nationalsingspiel en el Burgtheater de Viena, de cuya compañía de ópera italiana fue miembro entre 1783 y 1785. Durante su mandato, Therese también actuó en conciertos para la Tonkünstler-Societät. Su última aparición fue en marzo de 1784, con 23 años, como Sara en Il ritorno di Tobia de Haydn. 
Therese creó el papel de Blonde en Die Entführung aus dem Serail (1782) de Mozart. Al año siguiente, el compositor planeó que Therese estrenara el papel de Metilde en Lo sposo deluso, pero la ópera nunca se completó.  El 23 de marzo de 1783, Teresa cantó 'Parto, m'affretto' de Lucio Silla en el concierto benéfico de Mozart en el Burgtheater.   Mozart correspondió actuando la semana siguiente en el concierto de Therese también en el Burgtheater. A ambos conciertos asistió el Emperador. 
Therese Teyber fue muy popular como actriz y cantante, aunque recibió una remuneración mucho menor que otras de sus colegas femeninas, como Nancy Storace.  Interpretó tanto singspiele como óperas, muchas de las cuales se produjeron en el Kärntnertortheater, donde fue miembro de la compañía de ópera alemana entre 1785 y 1791.  Además de las de Mozart, Teyber apareció en las óperas de Salieri, Umlauf, Gluck, Paisiello entre otros.   En 1786, Teresa se casó con el tenor Philipp Ferdinand Arnold, con quien había cantado en Frühling und Liebe ocho años antes. Juntos, Therese y Ferdinand realizaron una gira por Alemania, Polonia y la región del Báltico en concierto.   
Se cree que en varias de las últimas representaciones de Don Giovanni en Viena en 1788 Therese reemplazó a Luisa Laschi como Zerlina.  

## Familia
El padre de Therese, Matthäus, era violinista. Sirvió en la capilla de Isabel Cristina, viuda de Carlos VI. Más tarde trabajó como músico de teatro y de la corte. La hermana mayor de Teresa, Elisabeth, también fue soprano de ópera. Sus hermanos Anton y Franz eran músicos, compositores y maestros de capilla. La hija de Anton, Elena, tuvo una modesta carrera como intérprete y compositora. En 1827 se casó con el compositor moldavo Gheorghe Asachi. Gheorghe adoptó a los hijos de Elena de su primer matrimonio, incluida su hija, Hermione.
A Teresa la han confundido con Maria Anna Tauber, con la cual no tiene parentesco.  Ambas sopranos actuaron juntas en Frühling und Liebe de Ulbrich en 1778. 